# Metil-bromid
A metil-bromid vagy bróm-metán egy kémiai anyag, mely különösen káros az ózonrétegre. A metil-bromidot többek között rovarirtószerekhez használják. 
A sztratoszférában felbomló vegyületből felszabaduló bróm jelenti a veszélyt az ózonra. A kevesebb ózon miatt a Nap káros UV sugarai könnyebben érik el a felszínt. A metil-bromid 45-ször károsabb, mint a fluorokarbonok, mint például a freon. A metil-bromid csak egy évig marad a légkörben. Nem így a flourkarbonok, melyek akár 100 évig is a légkörben lesznek.
Az Európai Közösség 1991. évi metil-bromid felhasználása 2,7%-ának felel meg a 2007-es szint, a metil-bromid több mint 97,3%-át más anyagokkal váltották fel. Csak kritikus alkalmazási célokra használható 2007-ben a metil-bromid. A tagországok kérelmezték saját igénybevételüket az anyagra.